# How Lucky Can You Get
«How Lucky Can You Get» (с англ. — «Насколько ты удачлив») — песня, записанная американской вокалисткой Барброй Стрейзанд для официального саундтрека к фильму «Смешная леди» 1975 года. Она была выпущена как сингл в апреле 1975 года лейблом Arista Records. Песня была написана Фредом Эббом и Джоном Кандером, а продюсером стал Питер Матц.
С точки зрения своей популярности, песня является самой узнаваемой из фильма. Композиция была хорошо принята музыкальными критиками, которые хвалили стилистку исполнения «мюзикл». Она была номинирована на премию «Оскар» за лучшую оригинальную песню и премию «Золотой глобус» в подобной категории, но в обоих случаях проиграла Киту Кэррадайну с песней «I’m Easy» из фильма «Нэшвилл» 1975 года. Она вошла в чарты Adult Contemporary США и Канады, достигнув пика на строчках 27-й и 19-й соответственно.

## Чарты
| Чарт (1975)                        | Пиковая позиция |
| ---------------------------------- | --------------- |
| Канада (RPM Adult Contemporary)    | 19              |
| США (Billboard Adult Contemporary) | 27              |